# Далгат, Далгат Манафович
Далгат Манафович Далгат (9 августа 1922, с. Урахи, Дагестанская АССР, РСФСР — 2016, Махачкала) — советский и российский учёный, врач – хирург, изобретатель и преподаватель. Доктор медицинских наук, профессор. Участник Великой Отечественной войны, полковник медицинской службы. Заслуженный врач РСФСР и ДАССР, Заслуженный деятель науки РСФСР и ДАССР.

## Биография
Родился 9 августа 1922 г. в с. Урахи Дагестанской области в семье царского офицера. По национальности - даргинец.
Отец, Далгат Абдул-Манаф Алибекович (1894-1937)  – Участник Первой Мировой и гражданской войны. Штабс-капитан. До осени 1921 г. служил командиром роты в частях Кавказского фронта Русской Императорской армии. Решением Тройки НКВД ДАССР расстрелян 27 декабря 1937 г., впоследствии  реабилитирован в 1954 г.
В 1940 г. окончил среднюю школу № 2 г. Махачкалы ДАССР.
Участник Великой Отечественной войны, майор медицинской службы (1944), работал ассистентом, хирургом в эвакуационном госпитале № 3187 в г. Махачкала ДАССР.  Полковник м/с (1951)
В 1946 г. окончил Дагестанский государственный медицинский институт.
С 1946 по 1951 г.г – заведующий врачебной амбулаторией в с. Тпиг Агульского района и главный врач Касумкентской районной больницы ДАССР.
С 1951 г. стал работать в хирургическом отделении Центральной больницы в г. Махачкала ДАССР.
С 1954 по 2010 г.г – работал в ДГМИ на таких должностях как, ассистента кафедры, профессора кафедры, заведующего кафедрой общей хирургии.
Ряд лет проработал Главным хирургом Министерства здравоохранения ДАССР. Первым на Кавказе провёл операцию с привлечением лазерных технологий.
В 1959 г. защитил кандидатскую диссертацию, а в 1968 г. – докторскую. Подготовил 6 докторов наук и 17 кандидатов наук.
Опубликовал более 200 научных работ, 82 научно-методических пособия, 10 монографий, 7 книг и 5 патентов.
Заслуженный врач РСФСР и ДАССР. Заслуженный деятель науки РСФСР и ДАССР, Отличник здравоохранения СССР.
За участие в ВОВ награждён орденом Отечественной войны 1 степени, орденом Трудового Красного Знамени, медалями «За отвагу», «За оборону Кавказа», «За победу над Германией в ВОВ».
За успехи в труде был отмечен орденами Трудового Красного Знамени, орденом «Знак Почёта», медалями «За трудовую доблесть», «За доблестный труд во время ВОВ», «Ветеран труда», а также несколькими Почётными грамотами Президиума Верховного Совета ДАССР.
Скончался в 2016 году в возрасте 94 лет. Похоронен в г. Махачкала.

## Патенты
- Способ тромбинтимэктомии артерий.  ПАТЕНТ 1066561  (A61B17 )
- Способ лечения облитерирующих заболеваний артерий нижних конечностей ПАТЕНТ 1222275  (A61H39/04)
- Устройство для пережатия кровеносных сосудов ПАТЕНТ 1442194 (A61B17/12)
- Способ диагностики нарушений интрамурального кровотока органов брюшной полости ПАТЕНТ 1574206 (A61B8/06)
- Устройство для реогенатографии во время лапароскопии ПАТЕНТ 1699419 (A61B1/32)